# Jehuda Perach
Jehuda Perach (hebr.: יהודה פרח, ang.: Yehuda Perah, ur. 11 stycznia 1924 w Jerozolimie, zm. 6 listopada 1998) – izraelski pedagog, wykładowca akademicki i polityk, w latach 1981–1984 oraz 1988–1992 poseł do Knesetu z listy Likudu.

## Życiorys
Urodził się 11 stycznia 1924 w Jerozolimie, w ówczesnym Brytyjskim Mandacie Palestyny.
Ukończył szkołę rolniczą Kadoorie, Seminarium Nauczycielskie w Jerozolimie, następnie uzyskał stopień doktorski z literatury i edukacji na Uniwersytecie Telawiwskim.
W wyborach parlamentarnych w 1981 po raz pierwszy został wybrany posłem. W dziesiątym Knesecie zasiadał w komisjach pracy i opieki społecznej; edukacji i kultury oraz kontroli państwa. W 1984 utracił miejsce w parlamencie, do którego powrócił po wyborach w 1988. W Knesecie dwunastej kadencji zasiadał w komisjach spraw wewnętrznych i środowiska; edukacji i kultury; pracy i opieki społecznej; spraw zagranicznych i obrony oraz absorpcji imigrantów. Był także członkiem dwóch komisji specjalnych. W 1992 ponownie utracił mandat poselski.
Zmarł 6 listopada 1998.